# Mount Moxley
Mount Moxley ist ein Berg im ostantarktischen Viktorialand. In der Royal Society Range überragt er den Kennedy Ridge zwischen dem Potter- und dem Wirdnam-Gletscher.
Der United States Geological Survey kartierte ihn anhand eigener Vermessungen und Luftaufnahmen der United States Navy. Das Advisory Committee on Antarctic Names benannte ihn 1963 nach Leutnant Donald F. Moxley (1934–1981), Pilot von Hubschraubern sowie Flugzeugen des Typs DHC-3 Otter bei der Navy-Flugstaffel VX-6 auf der McMurdo-Station im Jahr 1960.